# Kitchener
Kitchener è una città del Canada situata nel sud-ovest della provincia dell'Ontario.
Fa parte della Municipalità Regionale di Waterloo, situata a 100 km ad ovest di Toronto. Nel 2006, la sua popolazione ammontava a 204 668 abitanti. L'area metropolitana, che comprende anche le due città vicine Waterloo e Cambridge (the tri-cities), raccoglie 451 235 abitanti rendendola, per grandezza,  l'undicesima città del Canada e la quinta dell'Ontario. Kitchener e Waterloo sono di solito identificate come "Kitchener-Waterloo" (K-W), sebbene abbiano due municipalità separate. La città di Kitchener si estende su un'area di 136,89 chilometri quadrati.

## Storia
Nel 1784 il territorio su cui sarebbe sorta Kitchener fu donata agli indigeni Irochesi dagli inglesi come ricompensa e regalo per la loro alleanza durante la Rivoluzione americana; per la precisione si trattava di 240 000 ettari. Dal 1796 al 1798 gli Irochesi vendettero 38 000 ettari di questa terra a un lealista, il colonnello Richard Beasley. La porzione di terra che Beasley aveva comprato era fuori mano, ma comunque di grande interesse per le famiglie tedesche dei Mennoniti provenienti dalla Pennsylvania. Questi volevano vivere in un luogo dove potessero praticare il loro credo senza essere perseguitati. Alla fine i Mennoniti comprarono tutta la terra di Beasley che era rimasta invenduta e crearono 160 fattorie. 
Nel 1800 fu costruito il primo edificio e nel decennio successivo arrivarono altre famiglie mennonite. Una di queste famiglie, arrivata nel 1807, erano gli Schneiders, la cui casa, costruita nel 1816 (l'edificio più antico della città), è oggi un museo che si trova nel cuore di Kitchener. Altre famiglie, i cui nomi intitolano altre parti della città, erano Bechtels, Ebys, Erbs, Weavers (oggi meglio conosciuti come Webers), Crassman e Brubachers. Nel 1816 il governo del Canada del Nord diede il nome di Waterloo a questa zona. La maggior parte della terra fu riconvertita in fattorie e strade. Tanti contadini giunsero in questa zona e introdussero molte coltivazioni tra cui gli alberi di mele.
L'immigrazione verso la città incrementò dal 1816 al 1870, specialmente dalla Germania e ancora di persone di fede Mennonita. Data la forte presenza di tedeschi, nel 1833 il villaggio fu rinominato Berlin. Il 9 giugno 1912 divenne ufficialmente una città. In conseguenza della prima guerra mondiale e dell'ostilità verso la Germania, i cittadini scelsero di rinominarla in onore del generale britannico Lord Horatio Herbert Kitchener, morto in quell'anno mentre svolgeva le funzioni di Segretario di Stato per la Guerra del Regno Unito.
Il 17 settembre 1981 a Kitchener fu lanciato il primo programma di riciclaggio "blue box". Oggi più del 90% degli abitanti dell'Ontario partecipano a programmi di riciclaggio. Il programma "blue box" si è espanso attraverso tutto il Canada ma anche in Regno Unito, Francia e Australia.

## Sport
A Kitchener ha sede la squadra di hockey su ghiaccio dei Kitchener Rangers, affiliata alla Ontario Hockey League. Nel 1997 ha ospitato le partite del gruppo A del Campionato del mondo di hockey su ghiaccio femminile.

## Amministrazione
Il consiglio municipale è composto da un sindaco e da sei consiglieri.